# Шкрипавац
Шкрипавац или шкрипац (лат. Cerioporus squamosus, позната и као Polyporus squamosus) једна је од чешћих врста печурака у шумама Северне Америке, Аустралије, Азије и Европе. Врста је први пут описана 1778. године од стране британског ботаничара Вилијама Хадсона. Јавља се с краја пролећа и почетка лета, док је у другим годишњим добима ретка или потпуно одсуствује. Паразит је који расте у усамљена или у букетима на дрвету листопадних врста, најчешће врба (Salix), јасена (Fraxinus), бреста (Ulmus), јавора (Acer) и букве (Fagus) изазивајући интензивну белу трулеж. Осим Европе, насељава и већи део Северноамеричког континента, а редак је на простору Азије и Аустралије. Шкрипавац је веома битна врста у шумским екосистемима јер интензивно учествује у разлагању дрвне масе и самим тим доприносу кружењу материје. Ретко се налази како паразитира на здравим примерцима дрвећа.
Да би живела и расла, обично се везује за мртве трупце или пањеве. Базидиокарп је 8 до 30 центриметара у пречнику и до 10 центриметара дебео. Може бити од жуте до браон боје и има сквамуле на горњој страни. На доњој страни се налазе поре, карактесристичне за цео род Cerioporus, састављене од цевчица које су чврсто спојен и дужине 1 до 12 милиметара. Дршка је чврста и кратка, до 5 центиметара висине.
Могу се наћи појединачно, у групама од два или три, или на гомили у облику полица. Млади примерци су мекани, али временом очврсну.

## Станиште и распрострањеност
је врло честа врста и ареал њеног распрострањења обухвата Северну Америку, већи део Европе, Аустралију и Азију. Такође је присутна у Аустралији и Азији. У шумама се може наћи током пролећа и током јесени. Игра важну улогу у шумском екосистему разлагањем мртвих делова дрвета али повремено је паразит на живом дрвећу. Друга стабала која могу бити домаћини овој врсти гљиве су јасен, буква, дивљи кестен, орах, липа, јавор, платан, and врба.

## Употреба
Ова врста гљиве је јестива. Кувари и приручници који се баве припремом хране, углавном препоручују прикупљање јединки ове врсте док су младе, резање их на мале делове и кување на ниској температури. Мирис ове гљиве подсећа на кору лубенице.

## Опис плодног тела
Плодно тело је конзоластог типа, браонкасте боје пречника до 40, ређе и до 60 cm, лепезастог (бубрежастог) до кружног облика. Дебљина варира од 2 до 5 cm. Површина, гледајући од горе, помало је удубљена у средини и покривена је карактеристичним крљуштима (љуспама). Хименијумска површина је крем боје, док се цевчице спуштају низ дршку. Поре су издужене и угласте. Месо је бело, дебело и код млађих примерака мекано, а касније еластично. Благог је укуса, а мирис је јак и подсећа на ужегло брашно, краставац или ређе на мед. Дршка је кратка, латерално постављена тврдда и мрко-црна идући ка основи.

## Микроскопија
Споре код шкрипавца су издуженог елиптичног облика, глатке, хијалине. Величине су 10–16 x 4–6 µm.

## Отисак спора
Отисак спора је беле боје.

## Сличне врсте
Шкрипавац нема сличних врста са којима би се могао помешати.

## Галерија
- Polyporus squamosus
- Формирање „полица” на страни дрвета
- Шкрипавац
- Шкрипавац
- Poре
- Шкрипавац
- Млађи и старији примерци